# Beverly (Massachusetts)
Pour les articles homonymes, voir Beverly.
Beverly est une ville du comté d'Essex dans l'État du Massachusetts aux États-Unis. La ville est fondée en 1626. 
La ville s'étend sur 58,9 km², comprenant 15,9 km² d'eau (27,00 % de la surface totale).
Au dernier recensement de 2000, la ville comptait 39 862 personnes, 15 750 foyers et 9 906 familles. La densité de population s'élevait à 378,5 personnes/km². 

## Histoire
Le premier navire mis en service par l'US Navy, la goélette cuirassée Hannah, fut mis à la mer dans le port de Beverly le 2 septembre 1775. Pour cette raison, la ville de Beverly se donne le titre de « berceau de l'US Navy » (Birthplace of America's Navy). C'est également à Beverly qu'a été exploitée la première manufacture de coton, en 1787. La résidence d'été du président William H. Taft était située à Beverly Farms, un quartier de la ville.

## Transports
Beverly possède un aéroport (Beverly Municipal Airport, code AITA : BVY).

## Personnalités
- David Alward, Premier ministre du Nouveau-Brunswick, né à Beverly en 1959;
- David Morse y est né en 1953.
- Le groupe de post-rock Caspian en est originaire.

## Film tourné à Beverly
- Juin 1969 : Dis-moi que tu m'aimes, Junie Moon (Tell Me That You Love Me, Junie Moon) réalisé par Otto Preminger.